# Morris Multimedia
Morris Multimedia, Inc. es una compañía de medios de comunicación ubicada en Savannah, Georgia, fue fundada en 1970 por Charles H. Morris, su familia publicaba el Savannah Morning News y el periódico vespertino Savannah Evening Press(Ambos periódicos publicados por Morris Communications, una compañía de la misma familia pero que esta se parada de Morris Multimedia.
Es una compañía de medios de comunicación.

## Periódicos
La división de la empresa, Morris Newspaper Corporation posee 5 cadenas de periódicos diarios, 31 periódicos no diarios, 4 semanales cubriendo así 9 estados y las  Islas Vírgenes de los Estados Unidos